# Luz Vidal
Luz Pascuala Vidal Huiriqueo (Padre Las Casas, 24 de diciembre de 1973) es una trabajadora doméstica, dirigenta sindical y política chilena de origen mapuche. Entre marzo de 2022 y marzo de 2025, se desempeñó como subsecretaria de la Mujer y la Equidad de Género bajo el gobierno del presidente Gabriel Boric.

## Familia y estudios
Nació el 24 de diciembre de 1973, en la comuna de Padre Las Casas, en la Región de La Araucanía, en una comunidad mapuche llamada Curruhuinca Vidal. Allí vivió su infancia, junto a sus once hermanos mayores y sus padres, quienes se desempeñaban en la producción agrícola y ganadera. Si bien estos últimos sabían hablar mapudungún, no se lo transmitieron a sus hijos.
Realizó sus estudios primarios en la Escuela Lenfuen G-490. Luego, se trasladó a cursar sus estudios secundarios en la Escuela A-28 —actual Liceo Pablo Neruda— de Temuco, en donde presenció actos de discriminación hacia estudiantes mapuches.
Continuó los estudios superiores en 1994, fecha donde ingresó a la Universidad de La Frontera para cursar la carrera de pedagogía en historia, al mismo tiempo que empezó a trabajar en el campo con su familia para poder costear sus estudios. Posteriormente, en 1997, tuvo que abandonar la universidad debido a problemas económicos y de salud.

## Trayectoria laboral
En 1998, migró hasta Santiago en busca de oportunidades laborales. Una vez en la capital, comenzó a desempeñarse como trabajadora de hogar particular. Durante varios años se desempeñó en diversas casas. En 2008, producto de un accidente que vivió mientras realizaba sus labores, una caída desde las altas escaleras que le provocó el dislocamiento de su hombro derecho, conoció al Sindicato Interempresas de Trabajadoras de Casa Particular (SINTRACAP), quienes la asesoraron sobre sus derechos, tras sufrir vulneraciones laborales. Desde ese entonces comenzó a mantenerse en contacto y participar en la organización, se involucró profundamente en la defensa de los derechos de las mujeres trabajadoras.
Tras la ingrata experiencia con sus empleadores y preocupada por la salud de su padre, regresó un tiempo a Padre Las Casas. Ahí fue cofundadora de la cooperativa de mujeres mapuche Folil Araucanía, una agrupación de mujeres mapuches que buscaban consolidar sus actividades comerciales artesanales, vendiendo sus productos en un local de la misma cooperativa ubicado en el Portal Temuco, en avenida Alemania. Conocía el trabajo en tejido y confección en cuero, por lo que vio en este grupo un espacio para ofrecer sus productos y, de paso, conocer a otras mujeres del rubro. Tras el fallecimiento de su padre, retornó a Santiago.
Tras una enfermedad que aquejó a Ruth Olate, la presidenta de SINTRACAP el 2019, su puesto quedó vacante, por lo que se postuló para suplirla, convirtiéndose en la nueva presidenta del sindicato, asumiendo en marzo de ese año. Desde ese cargo, lideró una protesta durante el Día Internacional de los Trabajadores en la comuna de Las Condes en contra de los altos despidos de trabajadoras producto de la pandemia de COVID-19. Una vez terminadas las manifestaciones, fueron detenidas en otro punto de la capital por Carabineros de Chile. También, impulsó la campaña “Cuida a quién te cuida”, destinada a asegurar condiciones sanitarias y laborales de trabajadoras.
Paralelamente, entre otras actividades, fue funcionaria de la Fundación de las Familias, perteneciente a la Red de Fundaciones de la Presidencia.

## Trayectoria política
En 2021, fue candidata en las elecciones de convencionales constituyentes de mayo de ese año como independiente dentro de un cupo de Revolución Democrática (RD) por la lista «Apruebo Dignidad» en representación el distrito n° 9 (correspondiente a las comunas de Cerro Navia, Conchalí, Huechuraba, Independencia, Lo Prado, Quinta Normal, Recoleta y Renca). Obtuvo un 1,86% de los votos, no resultando elegida. Durante su campaña manifestó la necesidad de redactar una nueva Constitución «con perspectiva de género, y que reconociera diversas demandas históricas feministas y sociales». Por ejemplo, el reconocimiento del trabajo doméstico y de cuidados, la implementación de una «educación laica y no sexista y la visibilización de los pueblos originarios».

### Subsecretaria de Estado
En febrero de 2022 fue designada por el entonces presidente electo Gabriel Boric, como titular de la Subsecretaría de la Mujer y la Equidad de Género, función que asumió el 11 de marzo de dicho año, con el inicio formal de la administración.

## Historial electoral

### Elecciones de convencionales constituyentes de 2021
- Elecciones de convencionales constituyentes de 2021, para convencional constituyente por el distrito 9, compuesto por las comunas de Conchalí, Huechuraba, Renca, Cerro Navia, Lo Prado, Quinta Normal, Independencia y Recoleta.[7]

| Candidato                  | Pacto                     | Partido | Votos  | %     | Resultados   |
| -------------------------- | ------------------------- | ------- | ------ | ----- | ------------ |
| Rodrigo Logan Soto         | Independiente             | Ind.    | 34 781 | 10.97 | Convencional |
| Bárbara Sepúlveda Hales    | Apruebo Dignidad          | PC      | 24 900 | 7.85  | Convencional |
| Alejandra Pérez Espina     | La Lista del Pueblo       | Ind.    | 18 002 | 5.68  | Convencional |
| Natalia Henríquez Carreño  | La Lista del Pueblo       | Ind.    | 17 903 | 5.65  | Convencional |
| Gloria Pinto Becerra       | La Lista del Pueblo       | Ind.    | 16 281 | 5.14  |              |
| Jessica Cayupi Llancaleo   | Mov. soc. plurinacionales | Ind.    | 13 733 | 4.1   |              |
| Arturo Zúñiga Jory         | Vamos por Chile           | UDI     | 11 571 | 3.65  | Convencional |
| Rodrigo Mallea Cardemil    | Apruebo Dignidad          | CS      | 10 329 | 3.26  |              |
| César Valenzuela Maass     | Lista del Apruebo         | PS      | 9592   | 3.03  | Convencional |
| Luz Vidal Huiriqueo        | Apruebo Dignidad          | Ind.    | 5895   | 1.86  |              |
| Haydee Oberreuter Umazabal | Apruebo Dignidad          | Ind.    | 2595   | 0.82  |              |